# Leptochloa
Leptochloa là một chi thực vật có hoa trong họ Hòa thảo (Poaceae).

## Loài
Chi Leptochloa gồm các loài: